# Capelles del camí de Queralt
Capelles del camí de Queralt és una obra de Berga protegida com a Bé Cultural d'Interès Local.

## Descripció
Comencem a trobar documentades aquestes capelles a partir del segle xvii. Abans d'iniciar el camí trobem la capella de Sant Marc, i pel camí de l'obaga hi ha la de la Sagrada Família i la de Sant Antoni. Finalment, pel camí de ronda o de circumvalació hi trobem la de Sant Joan (al pla de Ratera, darrere el Castellberguedà) i la de Sant Ignasi (prop del balcó de Garreta). La major d'aquestes capelles foren costejades per subscripció popular i moltes d'elles han estat vinculades a diferents famílies berguedanes que n'han tingut cura durant generacions.
Es tracta d'un seguit de capelles que presenten la forma d'una petita caseta, sense façana i amb coberta a dues aigües. A l'interior hi sol haver dos bancs, un a cada banda, i al mig de la paret del fons una fornícula que conté la imatge del sant al qual està advocada.

## Galeria d'imatges

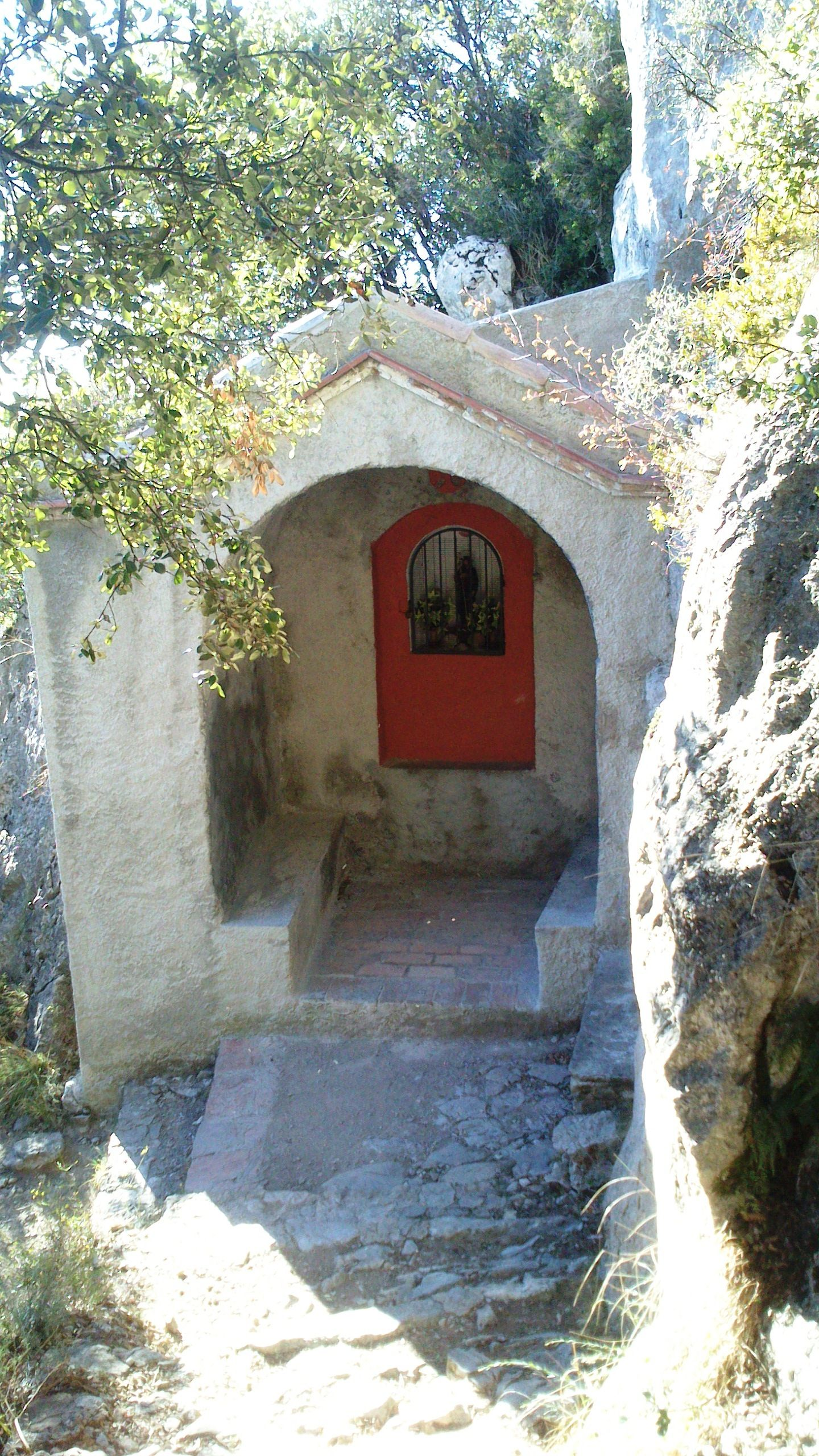
Capella de Sant Jaume, bastida a finals del segle XVII
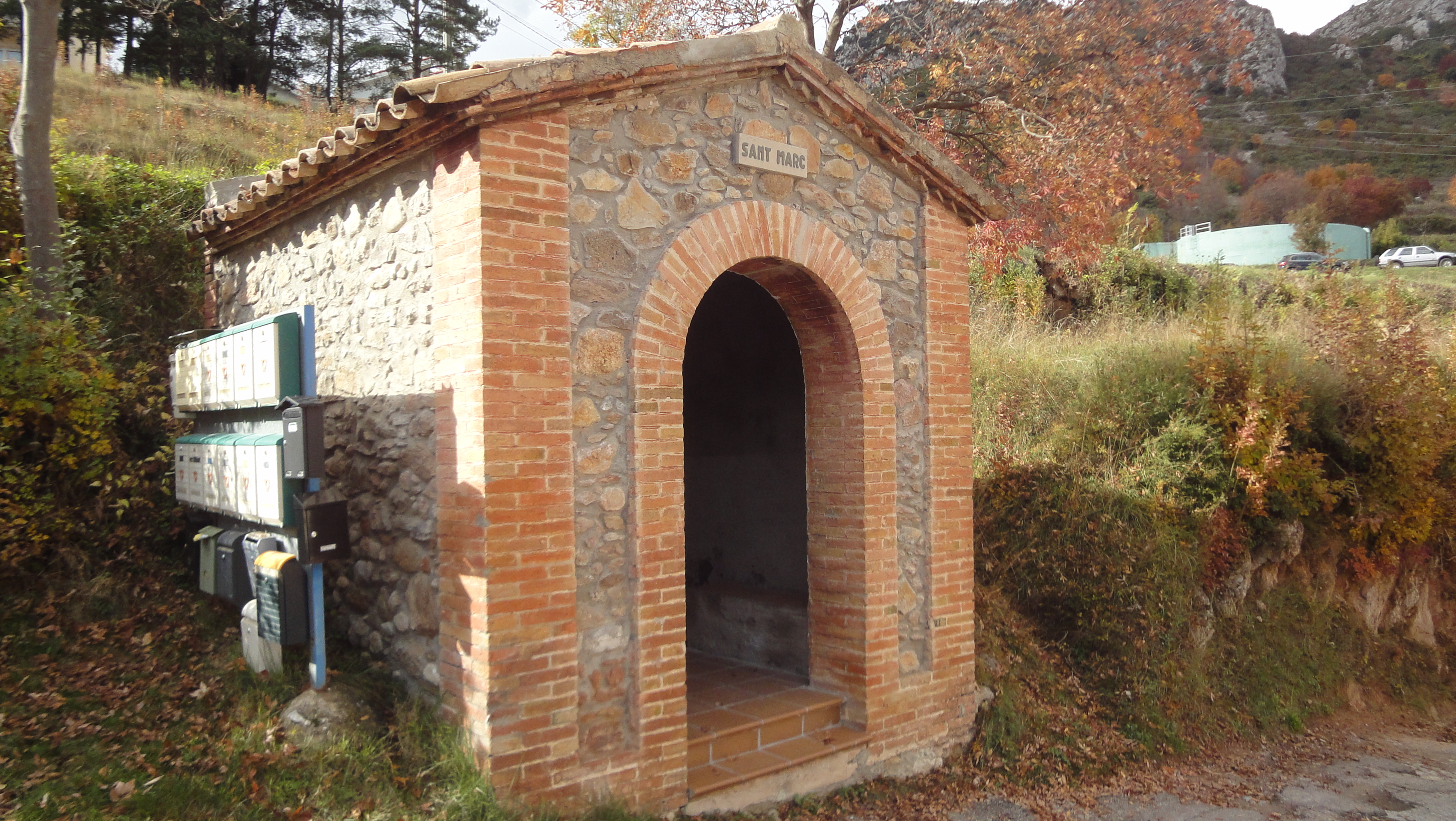
Capella de Sant Marc
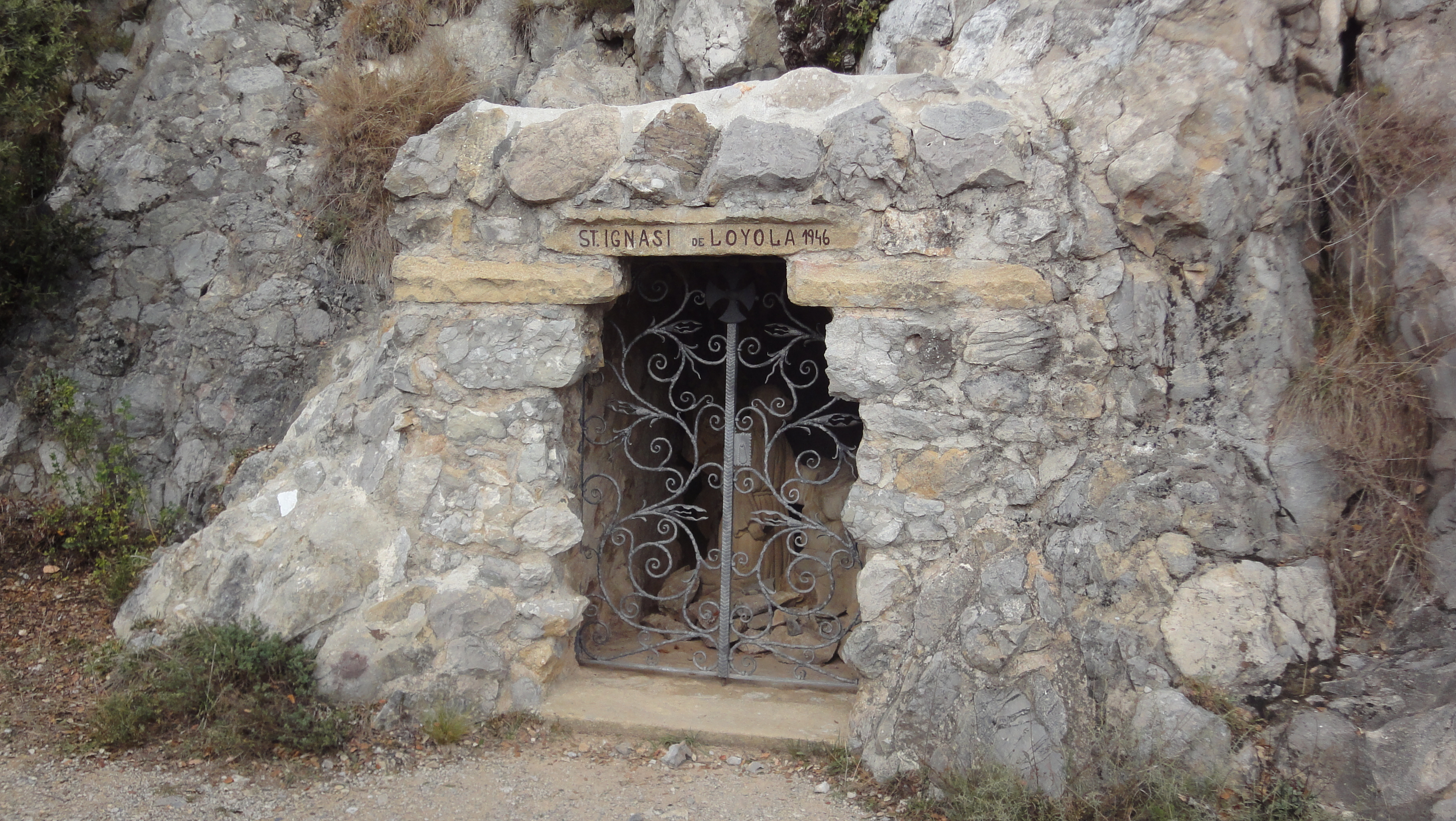
Capella de Sant Ignasi
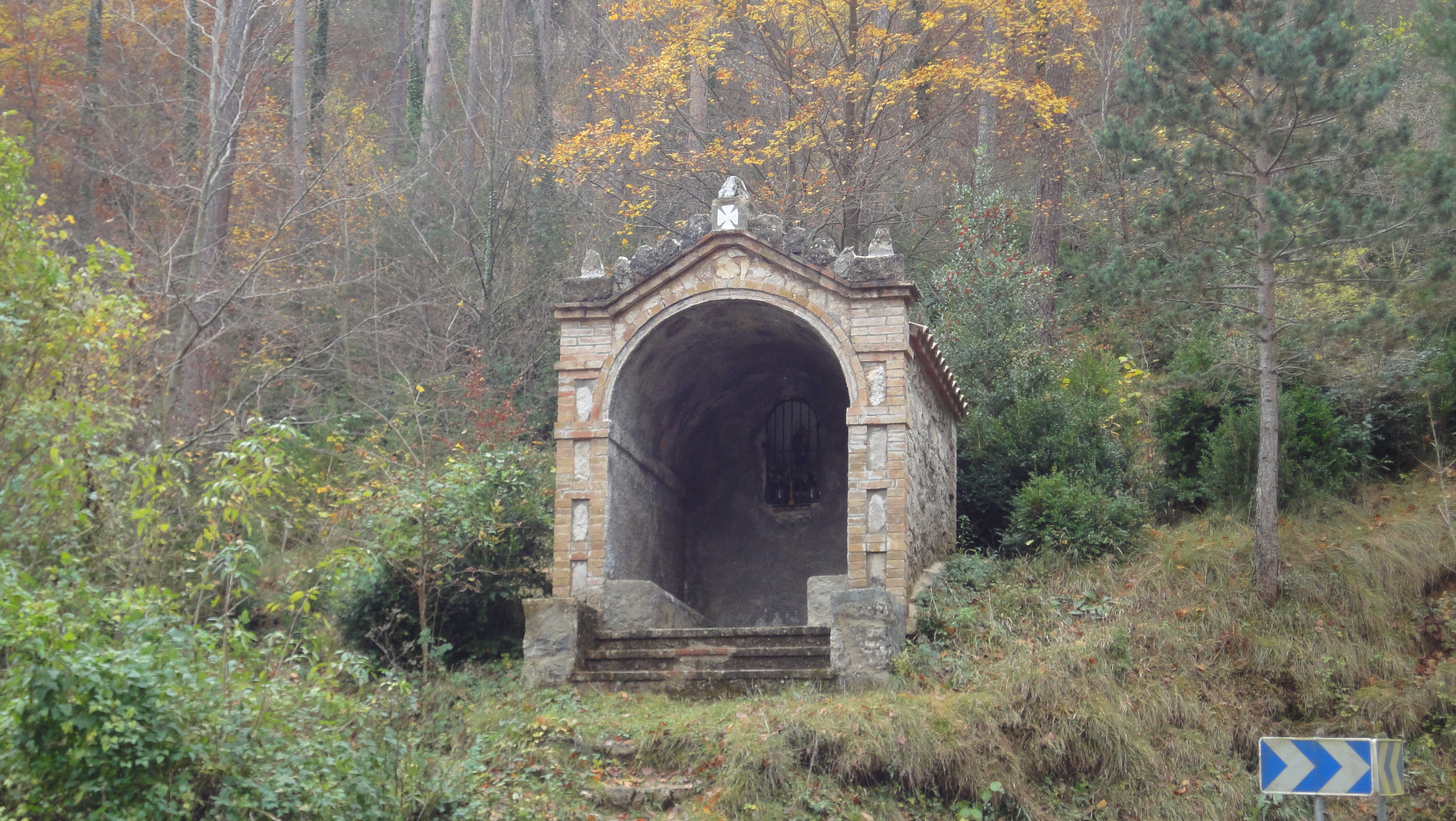
Capella de Sant Antoni a l'obaga de Queralt